# 丸山學
丸山 学（まるやま まなぶ、1904年（明治37年）10月26日 - 1970年（昭和45年）2月27日）は、日本の英文学者、民俗学者。小泉八雲の研究、九州の民俗学の研究において知られる。

## 経歴
熊本県和水町に生まれる。熊本県立中学済々黌に進学し、国文学者の蓮田善明とは親友であった。英語英文学を専攻し、広島文理科大学文学科英語英文学専攻を卒業後、広島文理大学助手、広島高等師範学校教授。広島文理大学在学中よりコンラッド研究に励み、1932年（昭和7年）には『文学研究法』を出版し、研究者・教育者としての地位を確固としたものにする。翌1933年（昭和8年）には柳田國男を訪ね、これ以降は徐々に民俗学に転じ、1936年（昭和11年）に『小泉八雲新考』、『英吉利年中行事の研究』を出版。1945年（昭和20年）の原爆で蔵書・調査資料をすべて失ったことを契機に郷里の熊本に帰郷し、1946年（昭和21年）に熊本語学専門学校（現在の熊本学園大学）教授となり、1970年（昭和45年）より熊本商科大学学長。著書に『英国人の東亜観』、『熊本県年中行事誌』、『熊本県民俗事典』などがある。

解体の危機にさらされていた熊本市内の小泉八雲の旧居（小泉八雲熊本旧居）の保存を目指し、1960年（昭和35年）には、熊本日日新聞社社長の小崎邦弥、荒木精之などとともに小泉八雲旧居保存会を結成した。五高出身者などに呼び掛け寄金を募り、八雲の旧居は翌年一部を切り取り現在地へ移築保存された。また、熊本商科大学（現在の熊本学園大学）において、没後、遺族の寄贈による基金をもとに「課外活動で優れた実績をあげた個人又は団体」を表彰する丸山賞が設けられた。

## 年譜
- 1904年（明治37年） - 熊本県玉名郡江田村（現在の和水町）にて生まれる
- 1917年（大正6年） - 田原東部尋常小学校卒業
- 1922年（大正11年） - 熊本県立中学済々黌卒業
- 1926年（大正15年） - 広島高等師範学校文科化第二部卒業
- 1926年（大正15年） - 歩兵第23連隊に入営
- 1927年（昭和2年） - 熊本県立熊本中学校教諭
- 1932年（昭和7年） - 広島文理科大学文学科卒業
- 1932年（昭和7年） - 広島文理大助手
- 1934年（昭和9年） - 広島高師教授
- 1937年（昭和12年） - 応召
- 1942年（昭和17年） - 広島高師文科第二部長
- 1943年（昭和18年） - 再度応召
- 1945年（昭和20年） - 召集解除（陸軍大尉）
- 1946年（昭和21年） - 熊本語学専門学校教授
- 1950年（昭和25年） - 熊本短期大学教授
- 1950年（昭和25年） - 米国NEAの招待により米国インディアナ大学に留学。江藤為治宅に寄遇する[5]。
- 1954年（昭和29年） - 熊本商科大学教授
- 1956年（昭和31年） - 熊本市保田窪本町（現在の熊本市中央区保田窪1丁目）に、かっぱ保育園（現在のかっぱこどもえん）設立[6]
- 1959年（昭和34年） - 熊本商科大学付属高等学校校長[7]
- 1960年（昭和35年） - 熊日社会賞受賞
- 1970年（昭和45年） - 熊本商科大学長
- 1970年（昭和45年） - 熊本中央病院において心筋梗塞のため死去
- 1982年（昭和57年） - 熊本県近代文化功労者[8]

## 著作
- 『文学研究法』（春陽堂、1934年）
- 『小泉八雲新考』（北星堂書店、1936年）（講談社学術文庫、1996年）
- 『英吉利年中行事の研究』（三省堂、1937年）
- 『英国人の東亜観』（京極書店、1944年）
- 『熊本県年中行事誌』（日本談議社、1952年）
- 『熊本県民俗史（山村編）』（日本談議社、1954年）
- 「山師の伝承」日本民俗学会編『日本民俗学』第2巻第3号（1955年）